# Ева Сршен
Ева Сршен (словен. Eva Sršen; Љубљана, 1951) је југословенска и словеначка певачица забавне музике.

## Биографија
Музичкој јавности у Југославији постала је позната након што је 1970. као осамнаестогодишња девојка са песмом Приђи, даћу ти цвет (словен. Pridi, dala ti bom cvet) победила на националном фестивалу Југовизија, што јој је донело пласман на Песму Евровизије 1970. у Амстердаму. Музику и аранжман за ту песму урадио је Мојмир Сепе, док је текст написао Душан Велкаверх. У Амстердаму је Сршенова наступила као четврта, а такмичење је окончала на претпоследњем 11. месту са само 4 освојена бода (сва 4 бода је Југославији доделио жири Велике Британије).
Упркос слабом пласману на Евровизији, песма Приђи, даћу ти цвет остварује велику популарност широм Југославије. Исте године учествовала је на фестивалу у Опатији где је извела песму Љуби, љуби, љуби, а потом и на фестивалу Словенске попевке где је учествовала са нумером Album moje babice. Године 1974. поново је учествовала на Југовизији где је извела нумеру Лепа љубав (словен. Lepa ljubezen) која је заузела тек девето место од 12 учесника. Последњи јавни наступ имала је на Словенској попевки 1982. где је извела песму Сањам (словен. Sanje).

## Фестивали
- 1969. Опатија — Љуби, љуби, љуби, награда међународног жирија
- 1970. Југословенски избор за Евросонг, Београд — Приди, дала ти бум цвет, победничка песма
- 1970. Песма Евровизије — Приди, дала ти бум цвет, једанаесто место
- 1970. Словенска попевка — Албум моје бабице
- 1970. Загреб - Нисам већ сама
- 1971. Словенска попевка — Заиграј на срце
- 1974. Опатија — Лепа љубезен
- 1974. Фестивал ЈНА — Наградни допуст (дует са Брацом Кореном)
- 1982. Љубљана — Сање